# Heptateuque
 (avril 2025).
Si vous disposez d'ouvrages ou d'articles de référence ou si vous connaissez des sites web de qualité traitant du thème abordé ici, merci de compléter l'article en donnant les références utiles à sa vérifiabilité et en les liant à la section « Notes et références ».
Le terme Heptateuque (ἑπτάτευχος, littéralement sept parties) désigne un ensemble à sept parties. Il est principalement employé chez les commentateurs ou traducteurs de la Bible, et quelquefois dans le vocabulaire de l'université médiévale.

## Usage dans la culture biblique
On appelle parfois ainsi les sept premiers livres de l’Ancien Testament (ou de la Bible hébraïque), à savoir : 
1. Livre de la Genèse,
2. Livre de l'Exode,
3. Lévitique,
4. Livre des Nombres,
5. Deutéronome,
6. Livre de Josué,
7. Livre des Juges.

Cette appellation est moins fréquente que celle qui tient compte de l'usage juif, où les cinq premiers livres forment un ensemble, la Torah, appelé Pentateuque pa le christianisme. D'autres variantes existent, par défaut, comme le Tétrateuque, ou par excès, comme l’Hexateuque pour les six premiers livres, l’Octateuque si l'on ajoute le livre de Ruth, et l'Ennéateuque, si l'on ajoute les Livres de Samuel et les Livres des Rois (chaque paire de livres étant comptée pour un seul, sans inclure le livre de Ruth).
L'appellation se trouve en particulier chez les Pères de l'Eglise, comme Augustin d'Hippone (Quaestiones in Heptateuchum).
Certains manuscrits médiévaux attestent l'appellation, telle la traduction de l'Heptateuque en vieil anglais, initiée par Ælfric d'Eynsham.
Les Juifs éthiopiens pratiquent un judaïsme pré-rabbinique qu'ils nomment Haymanot. Mäṣḥafä Kedus ("Écritures Saintes" en ge'ez) est le nom de leur littérature religieuse. Au sein de celles-ci, ils circonscrivent leur livre le plus saint, qu'ils appèlent Orit : celui-ci correspond précisément à l'Heptateuque, étant composé des cinq livres de Moïse, des livres de Josué et des Juges - ce dernier incluant selon leur tradition Ruth, vu comme simple appendice de Juges, car se déroulant "au temps des Juges" (Rt 1, 1). Le reste de la Bible a pour eux une importance secondaire.
Enfin, il existe des textes magiques attribués à Moïse, diffusés sous le nom de Sixième, Septième, voire Huitième livres de Moïse, ce qui n'a cependant aucun rapport avec les usages du terme Heptateuque.

## Usage médiéval universitaire
Le terme Heptateuque est aussi employé à l'époque médiévale pour désigner des écrits recouvrant les sept arts libéraux de l'antiquité, par exemple chez Thierry de Chartres au xiie siècle.

## Source de la traduction
- (en)/(de) Cet article est partiellement ou en totalité issu des articles intitulés en anglais « Heptateuch » (voir la liste des auteurs) et en allemand « Heptateuch » (voir la liste des auteurs).